# Bordissot Blanca-Negra
Bordissot Blanca-Negra es un cultivar de higuera de tipo higo común Ficus carica, unífera (con una sola cosecha por temporada, los higos de otoño), con higos de epidermis de color de fondo morado oscuro con sobre color morado rojizo, cuando maduros tienen un color morado cobrizo muy atractivo. Se cultiva en la colección de higueras de Montserrat Pons i Boscana en Llucmajor, Islas Baleares.

## Sinonimia
- „sin sinónimo“,[4][6][7]

## Historia
Actualmente la cultiva en su colección de higueras baleares Montserrat Pons i Boscana, rescatada de un ejemplar o higuera madre localizada en el predio "sa Barrala" término de Campos propiedad de Pere Ginard apasionado del mundo de las higueras, gran conocedor e informador de todas las variedadesde la zona.
La variedad 'Bordissot Blanca-Negra' es originaria de Campos, y su nombre es debido a su parecido con la variedad 'Bordissot' en forma y de color entre la 'Bordissot Blanca' y la negra.

## Características
La higuera 'Bordissot Blanca-Negra' es una variedad unífera de tipo higo común. Árbol de vigorosidad elevada, buen porte, copa espesa, densa de ramaje. Bastante prolífica en higosde muy buena calidad. Sus hojas son de 5 lóbulos en su mayoría, de 3 lóbulos (40%) y de 1 lóbulo (5%). Sus hojas con dientes presentes márgenes serrados poco marcados, con un ángulo peciolar obtuso. 'Bordissot Blanca-Negra' tiene desprendimiento elevado de higos, un rendimiento productivo medio-alto y periodo de cosecha bastante largo. La yema apical cónica de color verde amarillento.
Los frutos de la higuera 'Bordissot Blanca-Negra' son higos de un tamaño de longitud x anchura:45 x 48mm, con forma urceolada, que presentan unos frutos medianos-grandes, simétricos de forma, uniformes de dimensiones, de unos 37,130 gramos en promedio, de epidermis con consistencia blanda, grosor de la piel delgado de textura fina, con color de fondo morado oscuro con sobre color morado rojizo, cuando maduros tienen un color morado cobrizo muy atractivo. Ostiolo de 2 a 3 mm con escamas pequeñas marrones. Pedúnculo de 3 a 5 mm cilíndrico verde oscuro. Grietas reticulares muy marcadas. Costillas poco marcadas. Con un ºBrix (grado de azúcar) de 27 de sabor muy dulce y sabroso, con color de la pulpa intenso. Con cavidad interna grande, con aquenios pequeños en gran cantidad. Los frutos maduran durante un periodo de cosecha medio, de un inicio de maduración de los higos sobre el 15 de agosto a 28 de septiembre. Rendimiento productivo mediano-alto y periodo de cosecha largo.
Se usa como higos frescos y secos en alimentación humana. Fácil abscisión de pedúnculo y buena facilidad de pelado. Bastante resistentes a las lluvias, a la apertura del ostiolo. Muy propensas al desprendimiento, y poca resistencia al transporte.

## Cultivo
'Bordissot Blanca-Negra', se utiliza como higos frescos y secos en alimentación humana. Se está tratando de recuperar de ejemplares cultivados en la colección de higueras baleares de Montserrat Pons i Boscana en Llucmajor.